# Мевл
Мевл (справжнє ім'я — Владислав Станіславович Самохвалов) (нар. 25 квітня 1997 року, Гомель) — білоруський співак.

## Біографія
Народився 25 квітня 1997 року у Гомелі, Білорусь. Батьки — Станіслав Самохвалов і Олена Самохвалова (нар. 1974), працювала медсестрою в пологовому будинку Гомеля. 
У шкільні роки захоплювався футболом, займався ним до 15 років. Після закінчення середньої школи вирішив не вступати до ВНЗ, присвятив себе музиці.
Деякий час захоплювався рок-музикою, був вокалістом метал-групи «Reniwal» , але через півроку група розпалася.
У 17 років вступив до коледжу в Мінську на автокранівника-стропальника, але диплом так і не забрав. Після коледжу півроку пропрацював у мережевому маркетингу.

## Творчість
Найбільш високі позиції в чартах серед його пісень займали «Холодок», «Патамушка», «Попытка номер 5» і «Да пошло всё».
Лауреат білоруської «Молодіжної премії 2019» в категорії «Прорив року». У лютому 2020 року він випустив свій дебютний альбом «Всім привіт!».
У березні 2020 року взяв участь в одному з випусків популярного білоруського шоу «Макаёнка, 9».

## Дискографія

### Альбоми
- Всем привет! (2020)

### Сінгли
- Магнитола (2018)
- Апельсиновый фреш (2018)
- Холодок (2019)
- Патамушка (2019)
- Поздно говорить (2019)
- Время (2019)
- Украду (2019)
- Белорусочка (2019)
- Останься (2019)
- Мне пора (2020) [9]
- Попытка номер 5 (2020)
- Да пошло всё (2020) [10]
- Ночная бабочка (2020)
- Директ (2020)
- Не бойся (2021)
- Малолетки (2021)
- Свободен (2021)
- Лёд (2021)
- Любовь, сигареты (2022)
- Скажи в лицо (2023)

### Ремікс-версії
- Холодок (DJ Noiz Remix) (2020)
- Да пошло всё (zheez remix) (2020)

### Кавер-версії
- Попытка номер 5 (ВІА Гра cover) (2020)
- Siren Song (Maruv cover) (2020) [11]